# Rocklin
Rocklin város az USA Kalifornia államában, Placer megyében. Lakosainak száma 71 601 fő (2020. április 1.).

## Népesség
A település népességének változása:
| Lakosok száma | 542  | 1056 | 1050 | 643  | 795  | 1155 | 3039 | 19 033 | 36 330 | 71 601 |
|               | 1870 | 1890 | 1900 | 1920 | 1940 | 1950 | 1970 | 1990   | 2000   | 2020   |